# Nyandarua County
Nyandarua County (bis 2010 Nyandarua District) ist ein County in Kenia (Ostafrika). Die Hauptstadt ist Ol Kalou.

## Geografie
Das County liegt westlich der Aberdare Range. Nyandarua County ist in sechs Divisionen untergliedert: Ndaragwa, North Kinangop, Ol Kalou, South Kinangop, Ol Joro Orok und Kipipiri.

## Landwirtschaft
Der Hauptwirtschaftszweig ist die Landwirtschaft. Hauptsächlich werden Mais, Bohnen, Erbsen, Kartoffeln, Weiß- und Grünkohl, Karotten, Zwiebeln und Tomaten, außerdem Weizen, Gerste, Tanacetum und Schnittblumen. Die Viehhaltung konzentriert sich hauptsächlich auf Milchvieh und Merinoschafe.

## Infrastruktur
Nyandarua County verfügt über ein Straßennetz von gut 1000 km, wobei nur 14 % der Straßen asphaltiert sind, 19 % sind Schotterstraßen. Im County gibt es zehn Postämter und elf Finanzinstitute. Es gibt 36 öffentliche Gesundheitseinrichtungen.